# Mellingen, Aargau

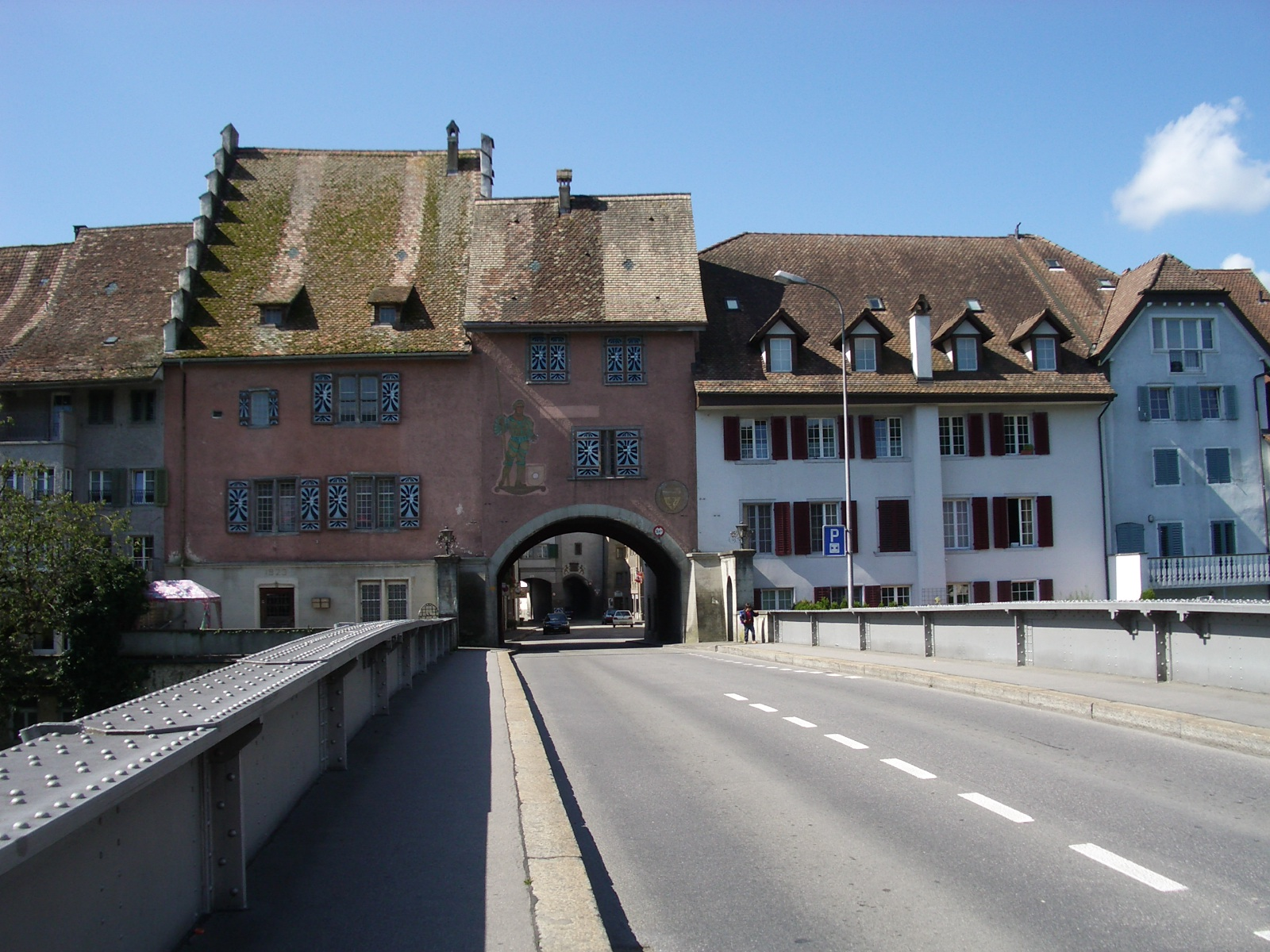
Mellingen.

Mellingen (schweizertyska: Mellige) är en ort och kommun i distriktet Baden i kantonen Aargau, Schweiz. Kommunen har 6 170 invånare (2023).

## Geografi
Staden ligger på den västra sidan av floden Reuss, vilken här flyter från sydost mot nordväst.
Den högsta punkten ligger på 420 meters höjd i Birchwald, runt två kilometer norr om staden. Den lägsta punkten (344 meter) är floden Reuss.